# トルクンベック・アブディグロフ
トルクンベック・アブディグロフ（ラテン文字:Tolkunbek Sagynbekovich Abdygulov、1976年7月7日 - ）は、キルギス共和国の中央銀行家、政治家。キルギス共和国第一副首相を経て、キルギス中央銀行総裁を務めた。退任後、国際通貨基金顧問。

## 人物・経歴
ソビエト連邦キルギス・ソビエト社会主義共和国カラバルタ出身。1997年キルギス国際大学卒業、キルギス中央銀行入行。1999年キルギス国際大学大学院修了。2005年名古屋大学大学院国際開発研究科博士前期課程修了。2007年北テキサス大学大学院修了、MPA。2014年キルギス科学アカデミーPh.D.
。同年キルギス中央銀行理事に就任。2017年にサパル・イサコフ新首相の政権で第一副首相に就任後、同年からキルギス中央銀行総裁を務め、2021年に退任し国際通貨基金顧問に就いた。同年度名古屋大学国際交流貢献顕彰受賞。2023年国際通貨基金顧問を退任。